# 伦琴卫星
伦琴卫星（Röntgensatellit，缩写为）是德国、美国、英国联合研制的一颗X射线天文卫星，为纪念发现X射线的德国物理学家伦琴而命名。

## 仪器
卫星上搭载有两台成像望远镜，工作波段分别为0.1-2.4keV的软X射线和0.06-0.2keV的极紫外线。其中X射线望远镜采用4层沃尔特I型掠射式望远镜，总接收面积为1140平方厘米，分辨率可达5角秒。

## 任务
1990年7月到1991年2月，伦琴卫星进行了为期6个月的软X射线巡天观测，扫描了整个天空的97%。在后来的9年里，伦琴卫星探测到了150,000个X射线源和一批紫外辐射源，取得了一批重要的成果，包括拍摄到了月亮的X射线照片、观测了超新星遗迹和星系团的形态、探测了分子云发出的弥散X射线辐射阴影、孤立中子星的X射线辐射、苏梅克-列维9号彗星与木星碰撞发出的X射线、双子座X射线源杰敏卡237毫秒的脉冲周期、百武彗星的X射线辐射等等。此外，伦琴卫星的观测还为宇宙X射线背景辐射起源于遥远的类星体提供了证据。
1996年，伦琴卫星巡天的X射线源表发布，记载了18000余个X射线源，定位精度约为10角秒。1999年12月12日，伦琴卫星停止工作。

## 发射
这顆卫星原计划由航天飞机发射，由于挑战者号事故，推迟到1990年6月1日，用三角洲II型火箭在美国卡纳维拉尔角空军基地发射升空。

## 坠落
重約2.4吨的倫琴衛星於2011年10月23日01:50（UTC）在孟加拉灣上空重返大氣層，届時可能有30块总重约1.7吨的碎片無法燃燒殆盡而墜落地表。其中最重的殘骸可達400公斤，这约为9月24日坠落的美国「高层大气研究卫星」最大碎片的3倍。
而據欧洲空间局的專家透露，當時北京市正處在衛星坠落的路徑上，如果衛星晚7到10分鐘墜落的話，就很有可能墜落在北京而造成重大災難。

## 脚注
1. ↑  . NASA.   [2011-10-12]. （原始内容存档于2012-04-14） （英语）.
2. ↑  . Der Spiegel.   [February 26, 2011]. （原始内容存档于2012-01-27） （德语）.
3. ↑  . NASA. 1991-02-11  [2011-10-12]. （原始内容存档于2017-02-08） （英语）.
4. ↑  . DLR Portal. 2011-10-25  [2011-10-12]. （原始内容存档于2019-07-30） （英语）.
5. ↑  . DLR Portal. 2011-10-20  [2011-10-20]. （原始内容存档于2019-08-18） （英语）.
6. ↑  . 新华网. 2011-09-24  [2011-10-12]. （原始内容存档于2013-04-28）.
7. ↑  . 《明鏡》週刊. 2012-01-30  [2012-01-31]. （原始内容存档于2012-05-09） （英语）.
8. ↑  . 《联合早报》. 2012-01-30  [2012-01-31]. （原始内容存档于2012-02-02） （中文（简体））.